# 古今注
《古今注》是晋代崔豹作品。凡三卷，「是一部對古代和當時各類事物進行解說詮釋的著作」。

## 內容
《古今注》有三卷，分為八個部份解釋各类事物：
- 卷上：〈舆服一〉、〈都邑二〉
- 卷中：〈音乐三〉、〈鸟兽四〉、〈鱼虫五〉
- 卷下：〈草木六〉、〈杂注七〉、〈问答释义八〉

「本書對於我們了解古人對自然界的認識、古代典章制度和習俗，有一定的幫助，但其中也有某些解釋不盡合理，帶有一定的隨意性。」
指南车、记里鼓车之名始见於崔豹《古今注》。
五代后唐时人马缟又有《中华古今注》，此二書“文相同者十之九，不过次序稍有先后，字句偶有加减”，马缟有序文，称“昔崔豹《古今注》博识虽广，殆有阙文，洎乎黄初，莫之闻见。今添其注。”

## 版本
《古今注》長期以來被看作是一部伪书，《四库提要》“以为豹书久亡……与《永乐大典》所载《苏氏演义》亦同五六，疑豹书出于后人所伪托”，但余嘉锡考证今本《古今注》不是伪书，而是崔豹原著。
傳世的古今注版本，主要有兩個系統。一是《四部叢刊三編》影印的芝秀堂本，一是《顧氏文房小說》影印本。